# Nordströms orkester
Nordströms orkester var ett dansband från Växjö som bildades 1991 som en fortsättning på det populära dansbandet Ingmar Nordströms. Medlemmar i bandet var Sven Schill (trummor), Janne Landegren (sång, bas, gitarr), Börge Lindgren (klaviaturer), Irene Vidlund (sång, bas, gitarr), Sten-Åke Lindberg (sång, klarinett, saxofon) samt Toni Baraniak (flöjt, klarinett, bas, saxofon).
Bandet slutade spela den 27 april 1995, med avskedsgala i Växjö.